# King-Size Homer
«King-Size Homer» —«Homer king size» en España y «Homero tamaño familiar» en Hispanoamérica— es el séptimo episodio de la séptima temporada de la serie animada Los Simpson, emitido por primera vez en la FOX en Estados Unidos el 5 de noviembre de 1995. En él, se puede ver cómo Homer detesta el programa de ejercicios implantado en la central nuclear, por lo que decide subir de peso para poder reclamar la condición de discapacidad y trabajar desde casa. En consecuencia, el protagonista pronto empieza a sufrir las desventajas de ser obeso y comienza a afectarle negativamente en su vida.
Dan Greaney fue el encargado de redactar el guion, mientras que Jim Reardon llevó a cabo la dirección del episodio. Igualmente, Joan Kenley hizo su aparición a modo de estrella invitada como una teleoperadora. Además, destacan referencias culturales a los gemelos más gordos del mundo, la película de 1993 ¿A quién ama Gilbert Grape? o al refresco Tab. Por añadidura, el material ha sido aclamado por la crítica y aparecido en listados de los mejores de la serie, además de conseguir una calificación Nielsen de 10.0 y convertirse en uno de los programas mejor valorados de la cadena durante la semana de su emisión original.

## Sinopsis
El señor Burns organiza un programa de gimnasia en la central nuclear que no le gusta a Homer, por lo que, tras descubrir que cualquier persona con discapacidad puede trabajar desde casa, se pone a investigar alguna forma de lograrlo. Pronto descubre que cualquier empleado con al menos 300 lb (≃136 kg) cumple los requisitos; en consecuencia, decide aumentar las 61 lb (≃28 kg) que necesita para alcanzar el umbral mínimo. De esta forma, Homer comienza a comer masivamente, a pesar de las advertencias de Lisa y Marge acerca del riesgo que supone para su salud. No obstante, Bart sí colabora con el aumento de peso de su padre, por lo que pronto acaba consiguiendo su objetivo y el señor Burns instala una terminal de trabajo en casa de los Simpson.
A Homer le dan tareas simples; aun así, fracasa en comprenderlas como inspector de seguridad. Por añadidura, también se da cuenta de que su ropa se le ha quedado pequeña, así que decide comprarse un muumuu. De vuelta en el trabajo, el padre opta por abandonar su puesto, sustituirse por un pájaro bebedor que presiona constantemente la tecla «Y» —para indicar «sí» («yes»)— del teclado e irse al cine. Una vez allí, su entrada es rechazada y es humillado públicamente debido a su excesivo tamaño, además de ser compensado con palomitas en una bolsa de basura si se calma. Homer declina la oferta, y abandona el lugar rápidamente diciendo que no es un glotón y que las personas con sobrepeso son tan trabajadoras como cualquier otra. De vuelta en casa, se encuentra que el pájaro bebedor se ha caído durante su ausencia y que una fusión nuclear está a punto de llevarse a cabo. Debido a que es incapaz de detenerla a través de la computadora, intenta alcanzar la planta corriendo, en monopatín y conduciendo, pero le es imposible por su exceso de peso. Finalmente, consigue llegar tras asaltar una furgoneta de helados y comienza a escalar el tanque que va a explotar para pulsar el botón de apagado, pero acaba cayéndose y bloqueando el escape de radiación con su cintura. Como recompensa por detener un «potencial Chernóbil», el señor Burns le ofrece a Homer una medalla y le garantiza que le hará adelgazar otra vez. Tras fracasar por la vía del ejercicio físico, su jefe opta por pagarle una liposucción.

## Producción

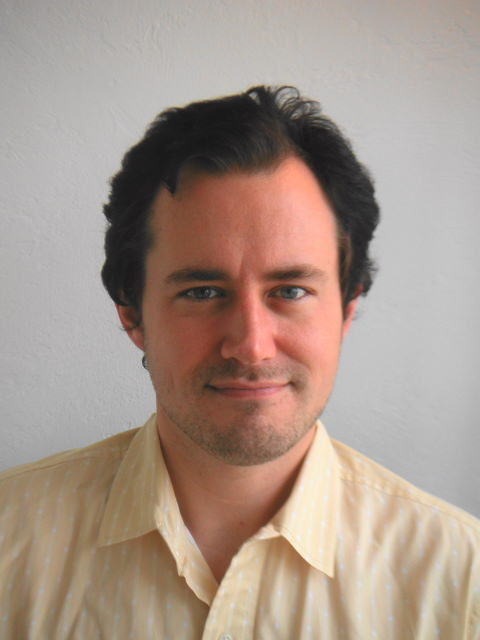
El entonces showrunner de la serie, Bill Oakley, sugirió el argumento para el episodio y asignó a Dan Greaney la redacción del guion.

Dan Greaney fue quien escribió el guion de «King-Size Homer», mientras que la dirección fue obra de Jim Reardon. Fue el primer episodio que escribió Greaney para la serie, si bien poco antes había estado trabajando como abogado y considerando mudarse a Kiev, Ucrania, para iniciar una empresa emergente; al respecto, dijo que el material le «salvó» de hacer eso. El guionista recogió algunos conceptos del resto del equipo, pero ninguno de ellos era bueno, por lo que el entonces showrunner Bill Oakley le dio la idea de la historia. De hecho, fue el propio Oakley quien le dijo a Greaney que se trasladara a Hollywood para escribirla y cuando este mostró el primer bosquejo al personal, gustó, por lo que acabó contratándole.
Los guionistas querían que el título del episodio sonase como si Homer estuviera orgulloso de su peso, por lo que se decantaron por «king-size» —literalmente en español: «Tamaño rey», que viene a decir: «Tamaño más grande de lo normal»—. Por su parte, Greaney realmente disfrutó trabajando en el cortometraje porque el protagonista está feliz constantemente y enfocado en su objetivo, en vez de ser un «cerdo» y «[estar] comiendo todo el tiempo». A su vez, el animador David Silverman diseñó la versión obesa de Homer, aunque hubo discusiones acerca del atuendo que debería vestir, lo que les llevó finalmente a vestirle con un muumuu. Igualmente, los guionistas también debatieron acerca de cómo orientar la obesidad del personaje, ya que no querían que apareciera como un «cerdo», así que se optó por que no se le viese comer una vez alcanzase sus objetivos de peso. Según los guionistas trataban de buscar la forma de devolver a Homer a su cuerpo normal al final del episodio, alguien propuso que este se sintiese mal por su excesiva masa y, por tanto, adelgazar por Marge, aunque la idea fue descartada en las fases iniciales de producción. Por añadidura, se realizaron algunas figuras de acción de la versión obesa de Homer como parte del conjunto World of Springfield poco después de que el episodio se emitiese originalmente.
Por otro lado, Homer tiene un sueño en el que aparece en el pie de una montaña con una señal de «300 libras» en la cumbre, donde un cerdo que lleva un esmoquin aparece y le motiva a lograrlo. Homer le da un bocado a la pata del animal y corre hacia la cima, elementos inspirados en la portada «Sweetness and Light» —lit. en español: «Dulzura y luz»— de la revista National Lampoon. En un inicio, el equipo de producción opinó que Cary Grant sería la persona ideal para ponerle voz al cerdo, aunque hubiese fallecido nueve años atrás, pero finalmente el rol fue asignado a Hank Azaria. En cuanto a estrellas invitadas, Joan Kenley hizo su aparición interpretando a la teleoperadora que le dice a Homer: «Los dedos que ha usado para marcar son demasiado gordos. Para solicitar una vara especial de marcado, por favor, aplaste el teclado con su palma ahora», a pesar de tener que ser trasladada desde el norte de California para grabar sus líneas.